# Jaleel Shaw

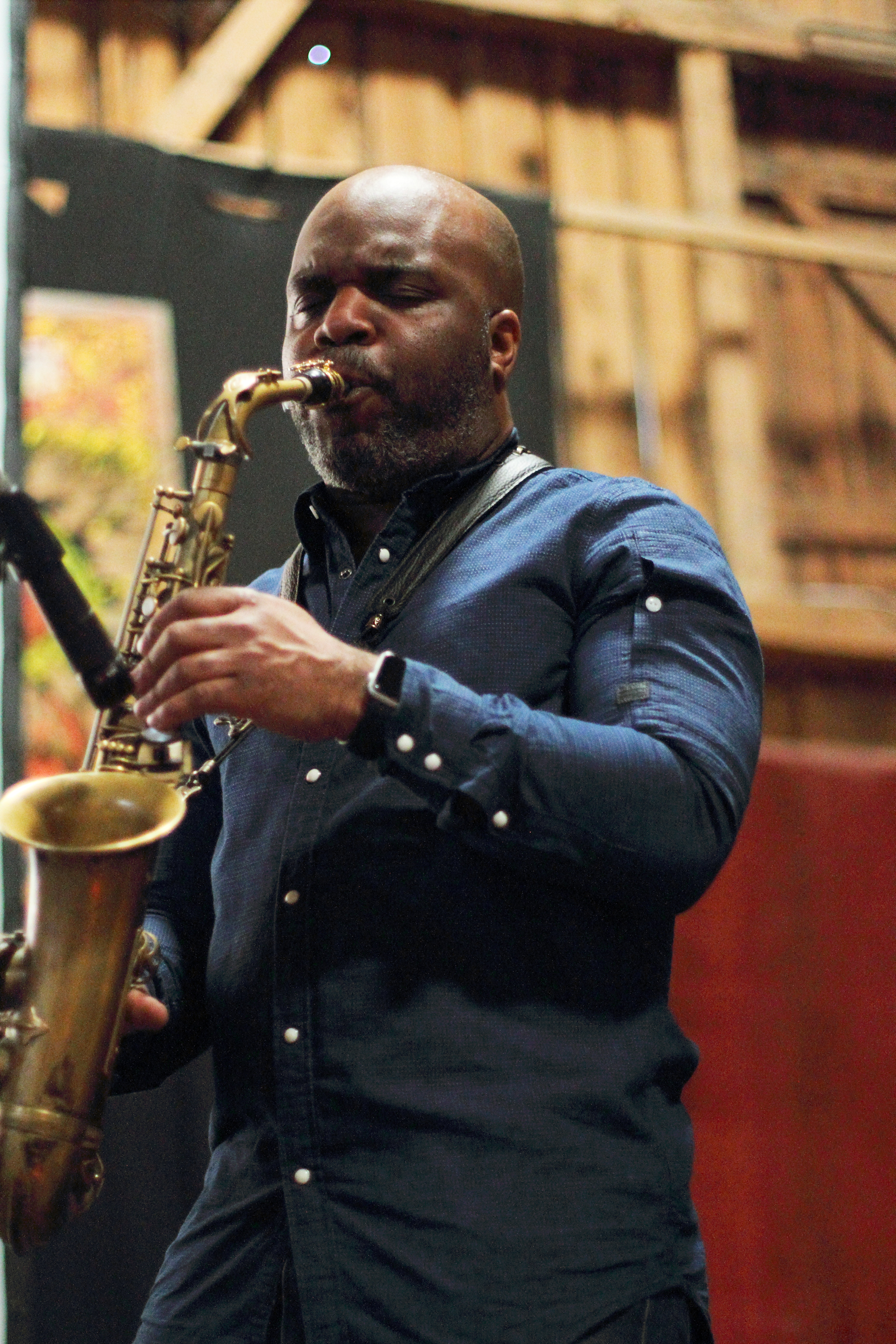
Mit Jaimeo Brown Transcendence um den Schlagzeuger Jaimeo Brown auf dem INNtöne Jazzfestival 2018

Jaleel Shaw (* 11. Februar 1978) ist ein US-amerikanischer Jazz-Altsaxophonist und Komponist.

## Leben und Wirken
Jaleel Shaw wuchs in Philadelphia auf, wo er Unterricht bei Rayburn Wright, Robert Landham und Lovette Hines hatte. Mit Förderung u. a. durch Byard Lancaster und Grover Washington Jr. besuchte er die High School for Creative & Performing Arts; danach graduierte er an der George Washington High School und mit einem Stipendium am Berklee College of Music in Boston, wo er seine Studien in Musikpädagogik und Performance 2000 abschloss. 2002 erwarb er den Master an der Manhattan School of Music und gewann den Thelonious Monk International Saxophone Competition. Er spielte seitdem im Roy Haynes Quartett, in der Mingus Big Band und in der Count Basie Big Band, im Either/Orchestra sowie mit Robert Glasper und Jeremy Pelt. 
2004 entstand sein Debütalbum Perspective für Fresh Sound Records, dessen Eröffnungsstück mit dem ASCAP Young Jazz Composer Award ausgezeichnet wurde. 2008 veröffentlichte er auf seinem eigenen Label Changu Records das Album Optimism; auch nahm er mit E. J. Strickland (On this Day) auf. Mit dem Beka Gochiashvili Quintett trat er 2012 an der Seite von Lionel Loueke, Victor Bailey und Lenny White auf dem Black Sea Jazz Festival in Batumi auf. 2019 spielte er im Trio mit Dezron Douglas und E. J. Strickland; des Weiteren leitete er ein Quartett, dem Sullivan Fortner (Piano), Ben Street (Bass) und Johnathan Blake (Drums) angehören. 2021 legte er das Soloalbum Echoes vor.
Nach Ansicht von Richard Cook und Brian Morton ist Shaws Spiel von John Coltrane und Bobby Watson beeinflusst.

## Diskographische Hinweise
- The Soundtrack of Things to Come (2013), mit Lawrence Fields, Boris Kozlov, Johnathan Blake

## Lexikalischer Eintrag
- Richard Cook, Brian Morton: The Penguin Guide to Jazz Recordings. 8. Auflage. Penguin, London 2006, ISBN 0-14-102327-9.

| Personendaten    | Personendaten                                       |
| ---------------- | --------------------------------------------------- |
| NAME             | Shaw, Jaleel                                        |
| KURZBESCHREIBUNG | US-amerikanischer Jazz-Altsaxophonist und Komponist |
| GEBURTSDATUM     | 11. Februar 1978                                    |